# 오쿠촌 (오카야마현)
오쿠촌(邑久村)은 오카야마현 오쿠군에 있던 촌이다. 현재의 세토우치시에 해당한다.

## 역사
- 1889년 6월 1일 - 정촌제 시행에 의해 오쿠군 오쿠촌이 발족하였다.
- 1952년 4월 1일 - 후쿠다촌, 이마키촌, 도요하라촌, 혼조촌, 가사카촌과 합병해 오쿠정이 발족, 동일 오쿠촌은 폐지되었다.

## 교통

### 철도
- 일본국유철도
  - 아코선

## 참고문헌
- 角川日本地名大辞典 33 岡山県